# Sini (Oristany)
Sini (en sard, Sini) és un municipi italià, dins de la província d'Oristany. L'any 2019 tenia 503 habitants. Es troba a la regió de Marmilla. Limita amb els municipis de Baradili, Genoni (NU), Genuri (VS) i Gonnosnò.

## Administració
| Període | Identitat   | Partit        |
| ------- | ----------- | ------------- |
| 2005-   | Mauro Serra | Llista cívica |